# 닉 콜리슨

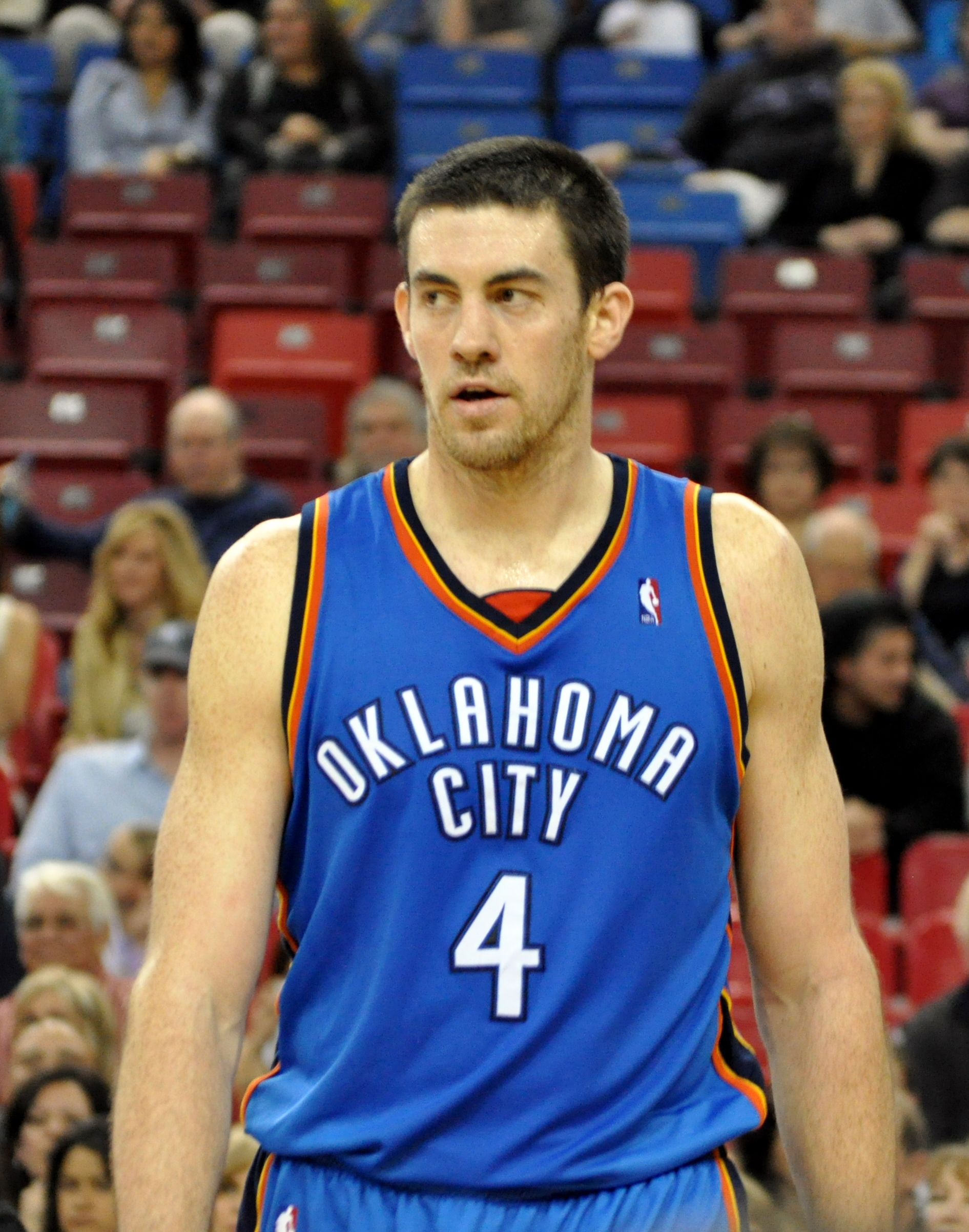

닉 콜리슨(Nick Collison, 본명: 니콜라스 존 콜리슨, Nicholas John Collison, 1980년 10월 26일 ~ )은 전미 농구 협회(NBA)의 오클라호마시티 선더의 특별 조수인 미국의 전직 프로 농구 선수이다. 선수 생활 전체를 시애틀 슈퍼소닉스 (1967년)에서 보냈고 나중에 2008년에 썬더로 이름을 바꿨다. 콜리슨은 2003년 NBA 드래프트 1라운드에서 슈퍼소닉스에 지명되었고 2018년 썬더의 멤버로 은퇴했다. 캔자스 제이호크스의 멤버로서 두 개의 파이널 포(Final Four)까지 이행했다.

## 어린 시절과 고등학교 경력
콜리슨은 아이오와주 오렌지 시티에서 태어나 포트닷지와 아이오와폴스에서 자랐다. 아이오와 폴스 고등학교에 다녔으며 1999년에 맥도날드 올 아메리칸에 선정되었다.

## 대학 경력
동료 아이오완 커크 힌리히와 팀을 이루어 대학 농구 최고의 듀오 중 하나를 형성한 콜리슨은 캔자스 대학교가 2회 연속 파이널 포(2002년 및 2003년)에 도달하도록 도왔다. 콜리슨은 빅 12 콘퍼런스 역사상 최고의 득점자로 대학 생활을 마쳤다. 2003년 제이호스크는 내셔널 챔피언스 경기에서 81-78로 카멜로 앤서니와 시러큐스 오렌지에게 패했다. 콜리슨은 또한 2002 FIBA 세계 선수권 대회에서 미국 국가 대표팀으로 뛰었다.